# گلابریدین
گلابریدین (به انگلیسی: Glabridin) یک ترکیب شیمیایی با شناسه پاب‌کم ۱۲۴۰۵۲ است. شکل ظاهری این ترکیب، پودر قهوه‌ای مایل به زرد است.